# Staatliche Akademie der Bildenden Künste Karlsruhe
De Staatliche Akademie der Bildenden Künste Karlsruhe is een kunstacademie in de Duitse stad Kalrsruhe.

## Geschiedenis
In 1854 stichtte regent Frederik van Baden de Großherzoglich Badische Kunstschule Karlsruhe, waarvan de eerste directeur de Düsseldorfse landschapsschilder Johann Wilhelm Schirmer werd.
De Kunstschule nam geen vrouwen aan, die konden vanaf 1855 terecht bij de Großherzoglichen Malerinnenschule Karlsruhe. Zij werden in 1889 ondergebracht in een ateliergebouw op het landgoed van de Kunstschule. Vanaf 1919 werd de Kunstschule geleidelijk opengesteld voor vrouwen en in 1923 werd de Malerinnenschule opgeheven.
De Kunstschule fuseerde in 1920 met de kunstnijverheidsschool tot Badischen Landeskunstschule. Tijdens de Tweede Wereldoorlog werd de school grotendeels verwoest. In de winter van 1947-1948 werden de lessen hervat aan wat de Badischen Akademie der bildenden Künste was gaan heten. In 1962 kreeg de school de naam Staatliche Akademie der Bildenden Künste Karlsruhe.
In 2021 werd de Nederlandse kunstenaar Marcel van Eeden rector van de academie.

## Bekende docenten en studenten
Docenten
- Hiromi Akiyama
- Silvia Bächli
- Stephan Balkenhol
- Otto Herbert Hajek
- Per Kirkeby
- Markus Lüpertz
- Rudolf Schoofs
- Emil Schumacher
- Hans Thoma
- Wilhelm Trübner
- Toon Verhoef
- Marijke van Warmerdam

Studenten
- Horst Antes
- Franz Bernhard
- Sonia Delaunay
- Bogomir Ecker
- Hans am Ende
- Heinrich Heimes
- Bernd Hennig
- Karl Hofer
- Alexander Kanoldt
- Max Kohn
- Christian Krohg
- Roland Martin
- Werner Pokorny
- Hans Thoma
- Anton von Werner